# Klávesy

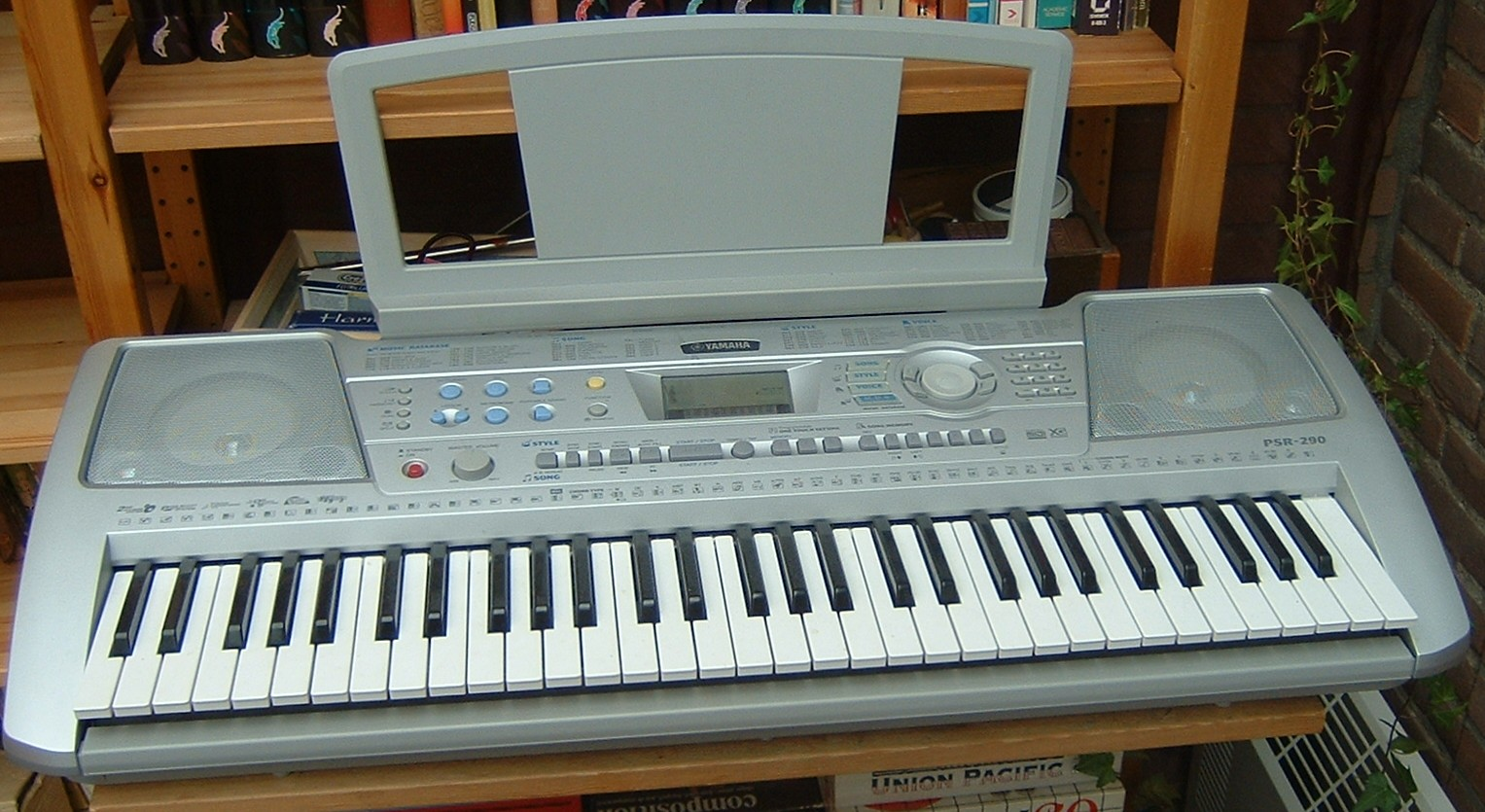
Keyboard

Klávesy (keyboard) je elektronický, obvykle digitální klávesový nástroj vybavený automatickými doprovody, generátory rytmů a dalšími doplňky. Pro schopnost automatické hry se těmto nástrojům říká také samohrajky. Velké modely s bohatým vybavením se označují jako aranžéry nebo workstationy.

## Možnosti
Na keyboardu lze vybírat z množství zvukových rejstříků, např. různé druhy strunných, dechových nebo jiných tradičních nástrojů i zvuky nástrojů elektronických. Zvuky je většinou možné doplnit efekty jako dozvuk, chorus, echo apod.
Na klávesách je možné využívat doprovody s rytmy popových žánrů i klasických hudebních stylů, u nichž je možné nastavit tempo, hlasitost a další zvukové vlastnosti, volit různé bicí sady apod. Klávesy mohou mít vestavěny i tzv. hudební databáze, které obsahují nastavení tempa stylu, výběr stylu, výběr zvuků a další nastavení.
Na některých modelech kláves je možnost nahrát vlastní skladbu, přidat do skladby další zvukové stopy, propojit ji s jinou skladbou či přidat různé zvukové efekty. K některým nástrojům lze připojit mikrofon pro zpěv, některé na displeji zobrazují i texty písní. Pomocí akordů se dá upravovat doprovod při hraní.

## Někteří výrobci elektronických kláves
- Alesis
- Casio
- Ensoniq
- E-mu
- Kawai
- Ketron
- Korg
- Kurzweil Music Systems
- M-Audio
- Moog Music
- Ne-Ko
- Roland
- Technics
- Yamaha